# Hilda Tadria
Hilda M. Tadria est une militante ougandaise des droits des femmes, spécialiste du développement social et des questions de genre, et directrice exécutive du Programme Mentorat et autonomie pour les jeunes femmes (MEMPROW). Elle a conseillé des ONG du monde entier sur le genre, la gestion institutionnelle et le développement social, et a été professeure associée à l'Université Makerere. 

## Biographie
HildaTadria naît en 1945. Elle est mariée et a deux enfants et six petits-enfants. Elle est titulaire d'une licence en sociologie de l'Université Makerere, d'une maîtrise en anthropologie sociale et culturelle du Newnham College de Cambridge, en Angleterre, et d'un doctorat en anthropologie sociale et culturelle de l'Université de Minnesota, aux États-Unis,,. 
Pendant les années 1990, Hilda Tadria travaille comme consultante en questions de genre, en gestion institutionnelle et en développement social pour la Banque mondiale, le PNUD,  l'UNIFEM, le gouvernement ougandais, l'Agence canadienne de développement international (ACDI) et Oxfam NOVIB. 

## Engagement
Elle crée en 1985 l'organisation pour les droits des femmes ACFODE ou Action pour le développement. Elle fonde en 2001 le Fonds pour le développement des femmes africaines avec Joana Foster et Bisi Adeleye-Fayemi,. Elle prend conscience dans son travail à la CEA des problèmes rencontrés par les jeunes filles. En 2008, elle crée le Programme Mentorat et Autonomie pour les Jeunes Femmes (MEMPROW) pour améliorer leurs résultats scolaires et les inciter à faire une carrière tout en prenant en compte leur sexualité et les violences sexuelles subies,.  
Elle met en évidence le lien entre les inégalités entre les sexes et la santé des femmes et des mères et en particulier le fait que les femmes n'aient pas la maîtrise de leur fécondité. Pour elle, les dirigeants mondiaux se concentrent sur la sante maternelle en tant qu'objectif du millénaire à travers les causes immédiates comme la pauvreté, le manque de transports et les infrastructures de soin. Mais l'autonomie des femmes, pour Hilda Tadria, est fondamentale. Les questions clés qui affectent la santé maternelle - les grossesses précoces ou non planifiées, la mauvaise alimentation, les rapports sexuels forcés ou non protégés sont toutes liées à la position subordonnée des femmes en Afrique, affirme-t-elle au Lancet.   
De la même façon, l'objectif du millénaire qui vise à éliminer les disparités entre les sexes dans l’enseignement primaire et secondaire ne suffit pas en Afrique ou les normes culturelles légitiment l’inégalité des sexes, pense-t-elle. Il faut aussi assurer la participation économique et politique des femmes. En fait, assurer les droits des femmes liés à l'éducation, la propriété, la procréation et la protection contre la violence permettrait d'améliorer de nombreux objectifs.  
Elle étudie les questions de genre pour une commission installée par l'ONU, la Commission sur le VIH/SIDA et la gouvernance en Afrique. La Commission constate que certaines actions de prévention du SIDA, en particulier celles qui préconisent l'abstinence, la fidélité ou les préservatifs, ignorent le manque d'autonomie des femmes sur le plan sexuel.  
En septembre 2017, elle dirige un atelier pour le personnel de l'organisation sud-africaine Masimanyane Women's Rights International, en collaboration avec Dorcas Coker-Appiah, directrice exécutive du Centre ghanéen de documentation sur les droits de l'homme et les droits des femmes. Le but de l'atelier est de repérer les rôles que les hommes et les femmes jouent dans le maintien et la perpétuation du patriarcat, de déconstruire les règles du système et de créer de nouvelles règles égalitaires dans chaque aspect de la vie, travail et vie personnelle. Il y est aussi question des violences à l'égard des femmes et des filles, et des résultats et des défis auxquels les mouvements de défense des droits des femmes ont été confrontés dans leur lutte pour s'attaquer à ce problème.